# Tachyoryctes ruandae
Tachyoryctes ruandae är en däggdjursart som beskrevs av Einar Lönnberg och Nils Carl Gustaf Fersen Gyldenstolpe 1925. Tachyoryctes ruandae ingår i släktet afrikanska rotråttor, och familjen råttdjur. Inga underarter finns listade i Catalogue of Life.
Arten hittades vid berget Muhabura (Virungabergen) i Rwanda. Den godkänns inte av IUCN. Populationen infogas där i arten Tachyoryctes splendens.